# Panic
Panic – siódmy studyjny album amerykańskiej formacji MxPx. Premiera płyty odbyła się 6 czerwca 2005 roku.

## Lista utworów
1. „The Darkest Places” – 2:35
2. „Young and Depressed” – 3:05
3. „Heard That Sound” – 3:40
4. „Cold Streets” – 2:46
5. „The Story” – 3:31
6. „Wrecking Hotel Rooms” – 3:26
7. „Late Again” – 2:35
8. „Kicking and Screaming” – 2:52
9. „Grey Skies Turn Blue” – 3:04
10. „Emotional Anarchist” – 2:02
11. „Call in Sick” – 3:00
12. „Get Me Out” – 2:10
13. „Waiting for the World to End” – 3:46
14. „This Weekend” – 3:21